# Liste der Seen im Kanton Schaffhausen
Die folgende Liste enthält benannte Seen und andere Stillgewässer im Kanton Schaffhausen.
| Bild | Name des Sees                                     | Gemeinde(n)            | Zufluss                     | Abfluss      | Fläche in km² | Höhe über Meer | Maximale Tiefe in Meter | Koordinaten     |
| ---- | ------------------------------------------------- | ---------------------- | --------------------------- | ------------ | ------------- | -------------- | ----------------------- | --------------- |
|      | Aaltewäier                                        | Thayngen               |                             |              | 0,008         | 429 m ü. M.    |                         | 694049 / 288197 |
|      | Bettenweiher                                      | Wilchingen             |                             |              | 0,0004        | 437 m ü. M.    |                         | 677623 / 280065 |
|      | Bruedersee                                        | Thayngen               |                             |              | 0,004         | 511 m ü. M.    |                         | 695069 / 290924 |
|      | Dörflinger Seeli                                  | Dörflingen             |                             |              | 0,002         | 474 m ü. M.    |                         | 696840 / 285654 |
|      | Egelsee                                           | Stein am Rhein         |                             |              | 0,003         | 419 m ü. M.    |                         | 706034 / 278931 |
|      | Egelsee                                           | Thayngen               |                             |              | 0,005         | 440 m ü. M.    |                         | 694339 / 289802 |
|      | Engeweiher Ängiwäier                              | Schaffhausen           |                             |              | 0,019         | 544 m ü. M.    |                         | 687719 / 284166 |
|      | Eschheimer Weiher                                 | Schaffhausen           |                             |              | 0,0033        | 553 m ü. M.    |                         | 686984 / 284626 |
|      | Hallauweiher                                      | Hallau                 |                             |              | 0,0007        | 439 m ü. M.    |                         | 676329 / 283587 |
|      | Haslemer Weier                                    | Wilchingen             |                             |              | 0,006         | 422 m ü. M.    |                         | 677362 / 280833 |
|      | Herblinger Weiher                                 | Schaffhausen           | Chrebsbach                  |              | 0,016         | 420 m ü. M.    |                         | 692439 / 287033 |
|      | Iiswäier                                          | Neuhausen am Rheinfall |                             |              | 0,0005        | 452 m ü. M.    |                         | 687777 / 282914 |
|      | Lochgrabenweiher Lochgrabewäier Weiher Lochgraben | Hallau                 |                             |              | 0,004         | 466 m ü. M.    |                         | 673462 / 282929 |
|      | Löwensteinweiher                                  | Neuhausen am Rheinfall |                             |              | 0,0002        | 443 m ü. M.    |                         | 688646 / 282955 |
|      | Morgetshofsee                                     | Thayngen               |                             |              | 0,026         | 468 m ü. M.    |                         | 694717 / 287243 |
|      | Müliweier                                         | Beringen               |                             |              | 0,0009        | 476 m ü. M.    |                         | 685067 / 284402 |
|      | Nägelsee                                          | Schaffhausen           |                             |              | 0,003         | 447 m ü. M.    |                         | 691955 / 283582 |
|      | Oberer Müliweier                                  | Stein am Rhein         | Obermülibach                | Obermülibach | 0,006         | 438 m ü. M.    |                         | 707651 / 280435 |
|      | Roetiweiher                                       | Hallau                 |                             |              | 0,001         | 567 m ü. M.    |                         | 675739 / 284384 |
|      | Rudolfersee                                       | Thayngen               |                             |              | 0,001         | 461 m ü. M.    |                         | 695039 / 286582 |
|      | Unterer Müliweier                                 | Stein am Rhein         | Obermülibach                | Obermülibach | 0,001         | 423 m ü. M.    |                         | 707392 / 280123 |
|      | Untersee (Teil des Bodensees)                     | Stein am Rhein         | Seerhein, Radolfzeller Aach | Rhein        | 63            | 395 m ü. M.    | 45                      | 718931 / 282898 |
|      | Wangentalweiher                                   | Wilchingen             |                             |              | 0,007         | 421 m ü. M.    |                         | 680958 / 277985 |
|      |                                                   |                        |                             |              |               |                |                         |                 |

Siehe auch: Liste der grössten Seen in der Schweiz